# Bridgewater (Connecticut)
Bridgewater és una població dels Estats Units a l'estat de Connecticut. Segons el cens del 2005 tenia 1.898 habitants.

## Demografia
Segons el cens del 2000, Bridgewater tenia 1.824 habitants, 703 habitatges, i 525 famílies. La densitat de població era de 43,4 habitants per km².
Dels 703 habitatges en un 29,4% hi vivien nens de menys de 18 anys, en un 67,4% hi vivien parelles casades, en un 5,5% dones solteres, i en un 25,2% no eren unitats familiars. En el 21,1% dels habitatges hi vivien persones soles el 8,1% de les quals corresponia a persones de 65 anys o més que vivien soles. El nombre mitjà de persones vivint en cada habitatge era de 2,55 i el nombre mitjà de persones que vivien en cada família era de 2,96.
Per edats la població es repartia de la següent manera: un 22,1% tenia menys de 18 anys, un 4,9% entre 18 i 24, un 23,8% entre 25 i 44, un 35,9% de 45 a 60 i un 13,3% 65 anys o més.
L'edat mediana era de 45 anys. Per cada 100 dones de 18 o més anys hi havia 95,5 homes.
La renda mediana per habitatge era de 80.420 $ i la renda mediana per família de 94.720 $. Els homes tenien una renda mediana de 61.750 $ mentre que les dones 40.455 $. La renda per capita de la població era de 42.505 $. Aproximadament el 2,3% de les famílies i el 4,1% de la població estaven per davall del llindar de pobresa.